# Hicksville (Nova Iorque)
Hicksville é um hamlet e uma região censo-designada dentro da vila de Oyster Bay no condado de Nassau, no estado americano de Nova Iorque, em Long Island. Possui quase 44 mil habitantes, de acordo com o censo nacional de 2020.

## Geografia
De acordo com o Departamento do Censo dos Estados Unidos, a região tem uma área de 17,63 km², dos quais 17,59 km² estão cobertos por terra e 0,04 km² (0,2%) por água.

## Dados demográficos

### Censo 2020
Segundo o censo nacional de 2020, a sua população é de 43 869 habitantes e sua densidade populacional de 2 493,7 hab/km². Seu crescimento populacional na última década foi de 5,6%, acima do crescimento estadual de 4,2%.
Possui 13 889 residências que resulta em uma densidade de 789,5 residências/km² e um aumento de 0,9% em relação ao censo anterior. Deste total, 3,0% das unidades habitacionais estão desocupadas. A média de ocupação é de 3,3 pessoas por residência.
A renda familiar média é de 113 063 dólares e a taxa de emprego é de 62,9%.

### Censo 2010
Até o censo de 2010, havia na região 41 547 habitantes, 13 412 lares e 10 588 famílias. A densidade populacional era de 2 360,6 hab/km². A composição racial de Hicksville era de 69,3% brancos, 61,6% brancos não-hispânicos, 2,2% afro-americanos, 0,3% indígenas, 20,7% asiáticos, 4,8% de outras raças e 2,7% de duas ou mais raças. Hispânicos ou latinos de qualquer raça formavam 14,5% da população.
A renda anual média de um lar na região era de US$ 89.231, e a renda anual média de uma família era US$ 99.980. A renda per capita anual da região era US$ 50.283. Cerca de 2,4% das famílias e 3,7% da população estavam abaixo da linha de pobreza, incluindo 3,9% dos menores de 18 anos e 4,3% dos maiores de 65 anos.

## Pessoas notáveis
- Lorraine Bracco, atriz; mais conhecida por seus papéis em Goodfellas e The Sopranos
- Billy Joel, músico
- Mitch Kupchak, ex-jogador de basquete e gerente dos Los Angeles Lakers
- The Lemon Twigs, banda de pop rock